# Höskuldur Þráinsson
Höskuldur Þráinsson (stundom Thráinsson), född 15 januari 1946, är en isländsk språkvetare. Höskuldur är professor emeritus i modern isländska vid Islands universitet.
Han studerade isländska och historia vid Islands universitet där han blev fil. kand. 1969 och fil. mag. i isländska 1974. Han studerade sedan i USA vid Harvards universitet där han blev fil. dr. 1979. Han var sedan professor i isländska vid Islands universitet åren 1980–2016 när han gick i pension.
Höskuldur är bland annat huvudförfattare till standardverket om färöiska, Faroese: An Overview and Reference Grammar (2012) och The Syntax of Icelandic (2007).